# Nurage
Nurage (srp. jed.) ili Nuragi (mn.) (ital. nuraghe; izgovor: [nu'rage]; množina ital.: nuraghi; sardinski: nuraghes) je glavni oblik megalitskih građevina na Sardiniji koje datiraju od prije 1000. god. p.n.e., a danas se smatraju simbolom autohtone sardinijske kulture. Naziv joj vjerovatno potiče od sardinskog naziva za brojna mjesta: Nurra, Nurri, Nurru, što ima korijene u izrazu za gomilu kamenja ili otvor u zemlji - nurra
Nuragi su građeni na mjestu odakle se pruža pogled daleko na sve strane i obično su imali oblik valjkastog tornja koji podjseća na košnicu; neki su viši od 20 metara i bili su izrazito vješto građeni od slaganog kamena bez veziva (suvozid) jer nisu imali temelje, a znali su biti teški nekoliko tona.
Njihova funkcija nikada nije sa sigurnošću utvrđena, te se pretpostavljalo kako su služili kao hramovi, naselja, vladarske rezidencije, vojna uporišta, svečane dvorane, ili, najvjerovatnije, kombinacija nekoliko funkcija. No, svima im je zajednički smještaj na strateškim mjestima s kojih se lako upravljalo okolinom.
Najnovija teorija je da su sardinijski nuragi bili nezavisna mjesta, gradovi-države (poput grčkih polisa), koji su činili federaciju, a gradnjom ovih citadela dijelili su teritoriju između sebe.

## Važnije Nurage
Danas je ostalo oko 8,000 nuragija na sjeverozapadnom i središnjem južnom dijelu Sardinije, iako se pretpostavlja da ih je nekada bilo preko 30,000.. Najpoznatiji su: Su Nuraksi u Barumuniju (koji je deo UNESKO svetske baštine), Sera Orios i Tiskali kod Dorgalija, Palmavera kod Algera, Santu Antine kod Toralbe, Losa u Abasanti i druge. Od 8,000 postojećih nuragija, samo je nekoliko naučno istraženo. Interes za arheologiju na Sardiniji je minimalan, osim težnje crnog tržišta za njihovim bronzanim skulpturama.
- Središnji toranj nurage Santu Antine kod Toralbe.
- Nurage Losa kod Abasante.
- Nurage Santa Sabina i istoimena crkva u Silanusu
- Nurage Su Nuraksi u Barumuniju
- Nurage Su Nuraksi, unutrašnjost centralnog tornja

## Istorija
Nuragi su građeni u neodređenoj epohi (ne prije 6. milenijuma p.n.e.), i iako neki do njih datiraju iz oko 3500. p.n.e, najveći broj je podignut od sredine do kraja bronzanog doba (18. —15. veka pre Hrista). Većina se kontinuirano koristila dok Sardinija nija ušla u sastav Rima (2. vek p.n.e).
Prema Masimu Palotinu, stručnjaku za etrursku i sardinsku praistoriju, arhitektura nuragi civilizacije je bila najnaprednija od svih u zapadnom Sredozemlju, uključujući i one u Velikoj Grčkog.

## Napomene
1. ↑  brojni maleni nuragi su iskopani ispod vjerskih građevina (poput „lavirintskog hrama” u Su Romancezuu, nadomak Bitija u središnjoj Sardiniji)

## Spoljašnje veze
- Foto galerija Su Nuraxi
- Nuraghi
- Virtuala rekonstrukcija (језик: италијански)